# Chess Assistant
 (août 2024).
Chess Assistant est un système de gestion de base de parties d'échecs édité par Convekta. 
Le logiciel permet de traiter des bases de millions de parties d'échecs, permet l'entraînement pour les ouvertures, l'analyse des parties, et la consultation de documents. 
Les concurrents sont ChessBase et Scid.  Pour le domaine restreint des ouvertures, on peut aussi citer Chess Openings Wizard.